# Hussain Shah Syed
Hussain Shah Syed bzw. Syed Hussain Shah (* 14. August 1964 in Lyari, Karachi), ist ein ehemaliger pakistanischer Boxer.

## Leben und sportliche Erfolge
Syed Hussain Shah wuchs in Armut auf und lebte als Straßenkind im Bezirk Lyari, wo er sich als Tagelöhner durchschlug und nachts unter freiem Himmel schlafen musste.
Shah gewann bei den Südasienspielen 1984, 1985, 1987, 1989 und 1991 die Goldmedaille.
Bei den Olympischen Spielen 1988 gewann er im Mittelgewicht (-75 kg) nach Siegen über Martín Amarillas, Mexiko (3:2), Musungay Kabongo, Demokratische Republik Kongo (5:0), und Zoltán Füzesy, Ungarn (3:2), und einer Halbfinalniederlage gegen Egerton Marcus, Kanada (4:1), die olympische Bronzemedaille.
Shah war der erste Pakistani der je eine olympische Medaille im Boxen gewann. Für seine sportlichen Erfolge wurde ihm von der pakistanischen Regierung der Sitara-i-Imtiaz verliehen, die dritthöchste zivile Auszeichnung Pakistans.
Seit Ende seiner Profikarriere lebt Syed Hussain Shah mit seiner Familie in Tokyo, wo er als professioneller Boxtrainer tätig ist.
Sein 1993 geborener Sohn, Hussein Shah Shah, trat 2016 für Pakistan bei den Olympischen Sommerspielen in Rio an, allerdings nicht als Boxer, sondern im Judo.

## Verfilmung der Lebensgeschichte
Der Aufstiegskampf vom Straßenkind zum preisgekrönten Boxer wurde 2015 als Biopic unter dem Titel Shah verfilmt. Dabei übernahm der pakistanische Regisseur Adnan Sarwar selbst die Hauptrolle.